# ペンザンス (スループ)
| ペンザンス |                                                                                           |
| 艦歴       |                                                                                           |
| 発注       | デヴォンポート造船所                                                                      |
| 起工       | 1929年7月29日                                                                             |
| 進水       | 1930年4月10日                                                                             |
| 就役       | 1931年1月15日                                                                             |
| 退役       |                                                                                           |
| その後     | 1940年8月24日に撃沈された                                                                 |
| 除籍       |                                                                                           |
| 性能諸元   |                                                                                           |
| 排水量     | 常備：1,045トン 満載：1,640トン                                                           |
| 全長       | 81.2m                                                                                     |
| 全幅       | 10.4m                                                                                     |
| 吃水       | 3.81m                                                                                     |
| 機関       | アドミラリティ式重油専焼三胴水管缶2基 +パーソンズ式ギヤード・タービン2基2軸推進           |
| 最大出力   | 2,000hp                                                                                   |
| 最大速力   | 16.5ノット                                                                                |
| 航続距離   | 15ノット/4,750海里                                                                        |
| 燃料       | 重油：312トン                                                                             |
| 乗員       | 100名                                                                                     |
| 兵装       | アームストロング 10.2（45口径）単装高射砲2基 オチキス 4.7cm（43口径）機砲2基 爆雷18～22個 |

ペンザンス (HMS Penzance) はイギリス海軍のスループ。ヘイスティングス級。

## 艦歴
1929年7月29日起工。1930年4月10日進水。1931年1月15日竣工。ペルシャ湾、紅海で活動し、次いでアフリカ艦隊、アメリカ・西インド艦隊に所属。
第二次世界大戦開戦後はトリニダードを拠点に活動し1940年3月にはバミューダに移って船団護衛に従事した。1940年8月15日にシドニーからSC1船団と共にイギリスへ向け出発したが、同月24日にドイツ潜水艦「U37」の雷撃により撃沈された。